# Komorowo Żuławskie (gromada)
Komorowo Żuławskie – dawna gromada, czyli najmniejsza jednostka podziału terytorialnego Polskiej Rzeczypospolitej Ludowej w latach 1954–1972.
Gromady, z gromadzkimi radami narodowymi (GRN) jako organami władzy najniższego stopnia na wsi, funkcjonowały od reformy reorganizującej administrację wiejską przeprowadzonej jesienią 1954 do momentu ich zniesienia z dniem 1 stycznia 1973, tym samym wypierając organizację gminną w latach 1954–1972.
Gromadę Komorowo Żuławskie z siedzibą GRN w Komorowie Żuławskim utworzono 1 stycznia 1958 w powiecie elbląskim w woj. gdańskim z obszarów zniesionych gromad
Bogaczewo i Przezmark (bez wsi Sierpin) w tymże powiecie.
31 grudnia 1961 do gromady Komorowo Żuławskie włączono osadę Klępa z gromady Jelonki w powiecie pasłęckim w woj. olsztyńskim.
1 stycznia 1972 do gromady Komorowo Żuławskie włączono miejscowość Sierpin ze zniesionej gromady Pomorska Wieś w tymże powiecie.
Gromada przetrwała do końca 1972 roku, czyli do kolejnej reformy gminnej. 1 stycznia 1973 w powiecie elbląskim w woj. gdańskim utworzono gminę Komorowo Żuławskie  (zniesioną w 1976).